# Lyrarapax unguispinus
Lyrarapax unguispinus es la especie tipo del género extinto Lyrarapax, la otra especie es L. trilobus, era un artrópodo radiodonto del clado Amplectobeluidae. Vivió durante el Cámbrico inferior hace 520 millones de años. Sus restos fueron encontrados en Yunnan, en el suroeste de China.

## Descripción
La longitud máxima del cuerpo de L. unguispinus es 8.3 cm., su cabeza presenta dos apéndices frontales que son característicos en los radiodontos, éstos tienen al menos 12 segmentos que forman una estructura similar a la de una pinza. Su cuerpo está flanqueado por una serie de lóbulos laterales que le sirvieron para desplazarse por el agua, en la parte posterior no presenta el "abanico caudal" que poseen otros radiodontos, pero tiene un par de fúrculas. Se cree que era un depredador activo, pues incluso sus fósiles larvarios tienen los apéndices frontales ya bien desarrollados, lo que sugiere que esta especie ya depredaba a otros organismos desde su estado larvario.

## Sistemática
Etimología
Tanto el nombre del género como de la especie provienen del latín. El género se forma de unir lyra (lira, aludiendo a la forma de su cuerpo) y rapax (depredador) mientras que el nombre de la especie se compone de unguis (garra) y spinus (espina) haciendo referencia a sus apéndices frontales, parecidos a garras espinosas.
Cladística
De acuerdo con un análisis filogenético realizado en 2014, Lyrarapax unguispinus se relaciona con otros miembros de Amplectobeluidae de la siguiente manera:
|  | NIGP 154565        |
|  |                    |
|  | Anomalocaris saron |
|  |                    |

|  | Lyrarapax unguispinus                                                                     |
|  |                                                                                           |
|  | \| \| Amplectobelua symbrachiata \| \| \| \| \| \| Amplectobelua stephenensis \| \| \| \| |
|  |                                                                                           |
|  | Amplectobelua symbrachiata                                                                |
|  |                                                                                           |
|  | Amplectobelua stephenensis                                                                |
|  |                                                                                           |

|  | Amplectobelua symbrachiata |
|  |                            |
|  | Amplectobelua stephenensis |
|  |                            |

|  | Lyrarapax unguispinus                                                                     |
|  |                                                                                           |
|  | \| \| Amplectobelua symbrachiata \| \| \| \| \| \| Amplectobelua stephenensis \| \| \| \| |
|  |                                                                                           |
|  | Amplectobelua symbrachiata                                                                |
|  |                                                                                           |
|  | Amplectobelua stephenensis                                                                |
|  |                                                                                           |

|  | Amplectobelua symbrachiata |
|  |                            |
|  | Amplectobelua stephenensis |
|  |                            |